# Cyclodinus brivioi
Cyclodinus brivioi is een keversoort uit de familie snoerhalskevers (Anthicidae). De wetenschappelijke naam van de soort is voor het eerst geldig gepubliceerd in 1962 door Bucciarelli.